# Naked Gun 33⅓: The Final Insult
The Naked Gun 33⅓: The Final Insult és una pel·lícula estatunidenca de comèdia esbojarrada estrenada el 1994, protagonitzada per Leslie Nielsen i Priscilla Presley, dirigida per Peter Segal i produïda per Paramount Pictures. És la tercera part de la saga de The Naked Gun.

## Argument
El tinent Frank Drebin (Leslie Nielsen) s'ha retirat de la policia i ara exerceix la seva professió d'amo de casa, mentre que Jane (Priscilla Presley) treballa com advocada. Però, quan la policia necessita Frank per aturar un nou pla terrorista que està sent planejant per un reu anomenat Rocco Dillon (Fred Ward), l'antic policia no vol tornar perquè tem desobeir la petició de la seva dona de no acceptar cap cas. Finalment, accedeix portar la investigació sobre una sospitosa anomenada Tania (Anna Nicole Smith).
En arribar a casa, la Jane descobreix que el seu marit ha tornat a ser policia, s'enfada amb ell i se'n va de casa. Aleshores, un Frank entristit per això decideix entrar en acció. En aquesta ocasió s'ha d'infiltrar a la presó per esbrinar què és exactament el que Rocco trama, a quin lloc farà l'atac i com ho farà. Al principi la relació amb Rocco no resulta gaire bona, però quan entre tots dos aconsegueixen escapar, Rocco se sent agraït cap a Frank. Quan arriben a la mansió de Rocco, Frank s'adona que el seu pla és atacar en un esdeveniment molt important: el lliurament dels Oscars.

## Elenc[2]
- Leslie Nielsen com el tinent Frank Drebin / Nick "El Degollador" McGirk.
- Priscilla Presley com Jane Spencer-Drebin.
- Anna Nicole Smith com a Tania Peters.
- Fred Ward com a Rocco Dillon.
- George Kennedy com el capità Ed Hocken.
- OJ Simpson com a Nordberg. Aquesta va ser l'última pel·lícula en què va participar, ja que un any després seria acusat dels assassinats de Nicole Brown Simpson i Ronald Goldman .
- Kathleen Freeman com Muriel Dillon.

### Cameos
A partir de l'elenc principal la pel·lícula compta amb nombrosos cameos de celebritats que apareixen "com ells mateixos":
- Shannen Doherty –
- Olympia Dukakis[3]
- Morgan Fairchild –
- Elliott Gould[3]
- Mariel Hemingway –
- Florence Henderson
- James Earl Jones[3]
- Mary Lou Retton[3]
- Raquel Welch[3]
- Vanna White[3]
- "Weird Al" Yankovic[3]
- Pia Zadora[3]

## Recepció
Naked Gun 33 1⁄3 : The Final Insult va rebre ressenyes mixtes. Compta amb un 54% d'aprovació a Rotten Tomatoes, basada en 35 ressenyes. El consens del lloc indica: " Naked Gun 33 1⁄3 : The Final Insult és esporàdicament divertida gràcies al sòlid i fiable treball de Leslie Nielsen, però segueix sent un dur revés pel que fa a la pel·lícula original".